# Грамота на бан Кулин
Грамотата на бан Кулин (на сърбохърватски: Povelja Kulina bana) е средновековен документ, с който босненският бан Кулин предоставя свобода на придвижване и търговия в страната на гражданите на Дубровник. Грамотата датира от 29 август 1189 година и се съхранявана в архива на Дубровник до средата на XIX век, когато е пренесена през Виена в Ермитажа.

## Текст
| „ | ☩ In noĩe pat̃s ⁊ filii ⁊ sp̃s sc̃i am̃. Ego banꝰ culinꝰ bosene juro comiti Geruasio ⁊ oĩbꝰ raguseis rectũ amicũ fore p̱petuo ⁊ rec tã nobiscũ pacem manutenë ⁊ amicitiã uerã. ⁊ õs raguseos p̱ totã t̃rã nr̃ã ãbulãtes, mercantes, seu habitãtes ꝉ trãseuntes recta fide ⁊ cõscientia uera recipere absq’ ulla datione. nisi qͥs suã p̱ volũtatẽ mͥ donũ dare uoluerit. ⁊ aput nos dũ fuerĩt manutenere ⁊ cõsiliũ eis p̈bere ut nr̃e p̱sone ad nr̃m posse absq’ fraude ⁊ malo īgenjo sic me ds̃ adiuunet ⁊ hec sc̃a. iiijor euã gelia. ☩ ꙋимеѡцаисн̅аист̅огадх̅а·ѣбаньбⷪ сьньски:кꙋлиньприсеꙁаютебѣ:к нежекр̅ьвашꙋ:ивьсѣмьграꙉамь· дꙋбровьчамь·правыприѣтельбыти вамь:ѡⷣьселѣ:идовѣка·иправь·гои др̅ьжатисьвамы:иправꙋвѣрꙋ:докол ѣсьмьживь:вьсидꙋбровьчанекир еходе:помоемꙋвладанию:тр̅ьгꙋю ке:гьдѣсикьтохокекрѣвати:год̅ѣс иктомине:правовьвѣровь:иправ имьср̅ьцемь:др̅ьжатие·беꙁьвьса коеꙁьледи:раꙁвѣщомикьтода своиовь:воловьпоклонь:идаим ьнебꙋде:ѡⷣьмоихьчестьниковь силе:идоколѣ:ꙋменебꙋдꙋ:дати имьсьвѣть:ипомокь:какореис ебѣ:коликоремоге:беꙁьвьсегаꙁь логапримьсьла:такомиб̅ьпо магаи:исиест̅оⷷваньꙉелие:ѣрадⷪ е:диѣкьбань:писахьсиюкнигꙋ повеловь:бановь:ѡⷣьрожⷷствахвр̅ тисꙋка:исьто:иѡсьмьдесеть:ид еветьлѣть:мѣсецаавьгꙋста: ꙋдьвадесети:идеветидн̅ь·ꙋсѣче ниеглавеиѡванакр̅ститла: | “ |

## Превод на български език
В името на Отца и Сина и Светия Дух.
Аз, бан босненски Кулин, обещавам на теб, княже Кървашу, и на всички граждани дубровничани истински приятел да бъда вам отсега и довека и да се държа право с вас и с истинско доверие, докато съм жив.
Всички дубровничани, които ходят, където аз владея, да търгуват, където искат, и да отиват - всеки, където си желае, с истинско доверие и честно сърце, без никакво задължение, освен да ми дава подарък по своя воля. Нищо да не им е от моите служители насила, а докато са при мене, да им се дава съвет и помощ, както и от мен самия, доколкото ми е възможно, без никакви зли помисли.
Нека Бог да ми помага и това свято евангелие.
Аз, Радое, писар на бана, написах тази книга по банова повеля от рождението на Христа в хиляда сто осемдесет и девето лето, в месец август, в двадесет и девети ден, отсичането на главaта на Йоан Кръстител.

## Изследвания
- Ильинский, Г.А. (1906). Памятники древней письменности и искусства. 164. Грамота бана Кулина. Опыт критического издания текста. Санкт-Петербург: Тип. И.Н. Скороходова, pp. 36, архив на оригинала от 17 декември 2017, https://web.archive.org/web/20171217035243/http://www.publ.lib.ru/ARCHIVES/__Raritetnye_knigi/OLDP_PDPI_164_1906.pdf
- ((hr)) Vrana, Josip (1955). Da li je sačuvan original isprave Kulina bana, Paleografijsko-jezična studija o primjercima isprave iz g. 1189.. – Radovi Staroslavenskog instituta, 2(2). Old Church Slavonic Institute,  5–57, архив на оригинала от 9 септември 2018, https://web.archive.org/web/20180909035444/https://hrcak.srce.hr/index.php?show=clanak&id_clanak_jezik=21483, посетен на 8 септември 2018